# طوطی سرتیره
طوطی سرتیره (نام علمی: Aratinga weddellii) نام یک گونه از سرده دم‌قیفی‌ها است.